# Acalolepta bennigseni
Acalolepta bennigseni är en skalbaggsart som först beskrevs av Aurivillius 1908.  Acalolepta bennigseni ingår i släktet Acalolepta och familjen långhorningar. Inga underarter finns listade i Catalogue of Life.